# Bluegrass Hootenanny
Cet article possède un paronyme, voir Bluegrass (homonymie).
Albums de George Jones & Melba Montgomery
A King and Two Queens
(1964) George Jones Sings Like the Dickens!
(1964)
Bluegrass Hootenanny est un album collaboratif entre les artistes américains de musique country George Jones et Melba Montgomery. Cet album est sorti en 1964 sur le label United Artists Records.

## Liste des pistes
| No  | Titre                              | Durée |
| --- | ---------------------------------- | ----- |
| 1.  | Dixieland for Me                   |       |
| 2.  | Once More                          |       |
| 3.  | Will There Ever Be Another         |       |
| 4.  | I'd Jump the Mississippi           |       |
| 5.  | Please Be My Love                  |       |
| 6.  | I Dreamed My Baby Came Home        |       |
| 7.  | Rollin' in My Sweet Baby's Arms    |       |
| 8.  | Blue Moon of Kentucky              |       |
| 9.  | House of Gold                      |       |
| 10. | Wait a Little Longer, Please Jesus |       |
| 11. | I Can't Get Over You               |       |
| 12. | I'll Be There to Welcome You Home  |       |

## Positions dans les charts
Album – Billboard (Amérique du nord)
| Année | Chart          | Position |
| ----- | -------------- | -------- |
| 1964  | Albums country | 12       |